# آسرالت خیرخان
آسرالت خیرخان (به لاتین: Asralt Khairkhan) یک کوه در مغولستان است که در مغولستان واقع شده‌است. آسرالت خیرخان ۲٬۷۹۹ متر بالاتر از سطح دریا واقع شده‌است.